# Elfenheuvel
Elfenheuvel is een sprookje van Hans Christian Andersen. Het verscheen in 1845.

## Het verhaal
Twee hagedissen spreken in een boom over het spektakel in de Elfenheuvel, er wordt daar gelucht en de elfenmeisjes leren een nieuwe dans. Een derde hagedis heeft met een regenworm gesproken en weet dat er gasten verwacht worden. Alle dwaallichtjes zijn opgeroepen voor de fakkeltocht en al het zilver en goud in de heuvel wordt gepoetst en in het maanlicht gezet. De elfenheuvel gaat open en een oude elfenjuffrouw gaat naar buiten. Ze is de huishoudster van de oude elfenkoning en ze heeft een hart van barnsteen op haar voorhoofd. Ze gaat het moeras in en nodigt de nachtzwaluw uit, ze vraagt de uitnodigingen rond te brengen. Er komen ook invloedrijke trollen en zelfs mensen zijn welkom als ze in hun slaap kunnen praten. Alleen de allervoornaamsten mogen aantreden, spoken worden niet toegelaten. 
De meerman en zijn dochters worden uitgenodigd en krijgen een natte steen om op te zitten. Ook de oude trollen met staarten, het riviermannetje en de kabouters zijn welkom. Het grafzwijn, het hellepaard en het kerkspook horen tot de geestelijkheid en de nachtzwaluw vliegt weg om de uitnodigingen uit te delen. De elfenmeisjes dansen met lange sjaals, geweven van nevel en maneschijn, op de Elfenheuvel. De muren van de grote zaal zijn ingesmeerd met heksenvet en kikvorsen zijn aan het spit gestoken in de keuken. Er zijn addervelletjes met kindervingertjes en slaatjes van paddenstoelzaad, scheerling, bier uit de brouwerij van de moerasvrouw en salpeterwijn uit de grafkelder. Het dessert bestaat uit verroeste spijkers en glas van kerkramen. 
De gouden kroon van de elfenkoning wordt met gestampte griffels gepoetst en er moet krulhaar en varkensborstel worden gebrand. De koning vertelt dat zijn dochters zich gereed moeten maken voor een huwelijk. Twee moeten trouwen met de zonen van de oude trol uit Noorwegen, die in de Dovreberg woont en rotskastelen van basalt bezit. Hij heeft een enorm goede smederij en zijn eigen vrouw kwam ook uit Denemarken. De vrouw is overleden, ze was een dochter van de krijtrotsen op Möen. Het gezelschap komt per boot, ze wilden niet over Zweden reizen. De dwaallichtjes kondigen het gezelschap aan en de elfenkoning gaat met zijn kroon in de maneschijn staan, zijn dochters buigen diep. 
De trol draagt een kroon met ijspegels en gepoetste dennenappels op het hoofd, hij heeft een berenpels en sneeuwschoenen. De jongens noemen de Elfenheuvel een hol, maar de koning vertelt dat een hol naar binnen en een heuvel naar boven gaat. De trol vertelt over zalm die tegen stroomversnellingen opzwemt als de kabouter op zijn gouden harp speelt. Hij geeft de elfenjuffrouw een kus en de elfenmeisjes moeten dansen en veroorzaken een wervelwind. De koning laat dan zijn dochters aantreden voor de trollenkoning.
De jongste dochter van de koning neemt een wit houtje in haar mond en verdwijnt. De tweede dochter kan naast zichzelf lopen, alsof ze een schaduw heeft. De derde dochter heeft gestudeerd in de brouwerij van de moerasvrouw en kan boomstronken met glimwormen spekken. Het vierde elfenmeisje heeft een gouden harp en elke trol tilt zijn linkerbeen op als ze een snaar aanslaat. De oude trol vindt dit gevaarlijk. De volgende dochter heeft geleerd van de Noren te houden, haar jongste zus vertelt dat ze heeft gehoord dat de Noorse rotsen overeind blijven als de wereld vergaat. 
De zesde dochter wil niet komen, ze zegt alleen de waarheid en heeft genoeg aan het naaien van haar doodskleed. De zevende kan sprookjes vertellen en de trol laat haar zijn vijf vingers zien. Het meisje vertelt over elke vinger en komt bij Goudbrand, die een gouden ring om het lichaam draagt. De trol wil haar als zijn eigen bruid en hoort dat het meisje nog meer kan vertellen over Goudbrand en de kleine Peter Speelman. De trol wil dit pas horen als de verhalen over de dennenboom, de berk en de geschenken van de bosnimfen in de winter in de stenen kamer worden verteld. De spotgeest komt en zingt liedjes over melkmeisjes en de zalm zal tegen de stenen muur slaan als hij in de waterval springt.
De trol vertelt zijn zonen dat hij een moeder voor hen heeft gevonden en laat hen een huwelijkskandidaat kiezen. Ze willen echter liever een dronk uitbrengen op hun gastheer en trekken hun jas uit. Op de tafel vallen ze in slaap en de oude trol danst met zijn jonge bruid door de kamer. Ze wisselen schoenen, want dat is voornamer dan ringen wisselen. De haan kraait en de huishoudster sluit de ramen, zodat de zon hen niet verbrand. De heuvel gaat dicht en de hagedissen en de regenworm praten na over de trol en zijn zonen.

## Trivia
- Een elfenheuvel is een grafheuvel.